# Gerning Kirke
 Gerning Kirke ligger i Gerning Sogn i det tidligere Houlbjerg Herred, Viborg Amt, nu i Favrskov Kommune, Region Midtjylland. Apsis, kor og skib er opført i romansk tid af granitkvadre over skråkantsokkel. Apsis har skråkantet gesims under taget. Syddøren er udvidet, norddøren er forsvundet. Det romanske østvindue i apsis er genåbnet. Tårnet er opført i sengotisk tid, men er stærkt omdannet i 1944.
Våbenhuset er opført i 1869. I dets murværk ses en reliefsten med Korsfæstelsen og et brudstykke af en tovstav; den stammer formodentlig fra en af dørene. I murværket ses desuden en skakbrætsten med 5 vandrette og 5 lodrette rækker. Midterfeltet er enten beskadiget eller har fragment af et ornament. At stenen er indsat i en teglstensmur tyder på, at den er flyttet fra en anden placering.
Kor og skib fik i sengotisk tid indbygget krydshvælv af den østjyske type på vægpiller. Halvkuppelhvælvet i apsis er nyopført. Ved en istandsættelse i 1900 afdækkedes kalkmalede dekorationer i hvælvene, ornamentikken blev hårdt opmalet. Altertavlen er et rammeværk fra 1869 med Thorvaldsens Kristus i gips. Prædikestolen er fra 1869.
Den romanske døbefont af granit har løver, korslam og fugl samt mandshoved på kummen.